# Kubańska Republika Radziecka
Kubańska Republika Radziecka – państwo radzieckie istniejące w 1918 na Kubaniu.
Republika była częścią Rosyjskiej Federacyjnej Socjalistycznej Republiki Radzieckiej, istniała od 13 kwietnia do 30 maja 1918. Została utworzona w miejsce Kubańskiej Republiki Ludowej. Stolicą państwa był Jekaterynodar, przywódcą był Jan Połujan. Republika 30 maja została włączona do Kubańsko-Czarnomorskiej Republiki Radzieckiej.